# Cesare Ghezzi
Cesare Ghezzi (Milano, 5 marzo 1909 – 19 marzo 1996) è stato un rugbista a 15, allenatore di rugby a 15 e dirigente sportivo italiano, fondatore, allenatore e presidente del Chicken Rugby di Milano.

## Carriera
Nato a Milano in via Felice Cavallotti, in gioventù Cesare Ghezzi pratica diversi sport a livello amatoriale, soprattutto calcio in una squadretta di quartiere e ciclismo al Velodromo Sempione (non più esistente); a ciò si affianca il lavoro, iniziato a 16 anni.
Ghezzi approda al rugby nel 1930, dopo il servizio militare, entusiasmato dalla prima partita interna della Nazionale italiana, giocata (e vinta 3-0) contro la Spagna all'Arena di Milano.
Di bassa statura ma robusto e intelligente, si specializza come mediano di mischia. Inizia la carriera nella Forza e Coraggio e la conclude, diciannove anni dopo, nell'Amatori Milano, con un bilancio di tre titoli nazionali e numerosi incontri internazionali, ed essendo stato per molti anni capitano della nazionale.

## Il Chicken
Conclusa la carriera da giocatore a quarant'anni, comincia quella di allenatore con l'A.S. Rugby Milano; è una squadra nata nel 1945, dopo la grave crisi bellica, e Ghezzi contribuisce a costruirla.

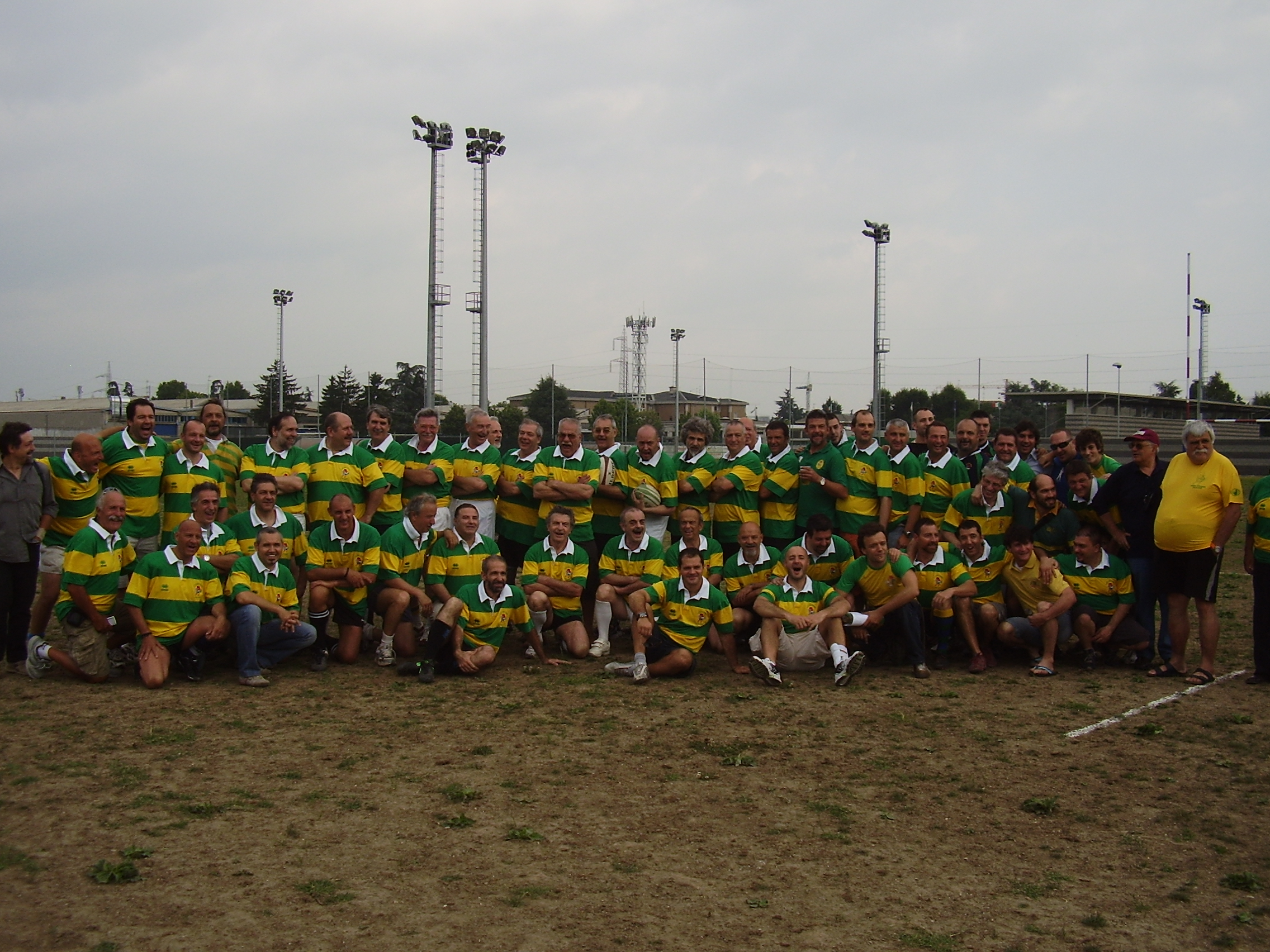
Giocatori nati negli anni '40 e '50 al "Dì del Ghezz".

Nel 1954 Ghezzi lascia il Rugby Milano per cominciare l'avventura del Chicken Rugby, squadra così chiamata per un'errata traduzione in inglese della categoria sportiva “pulcini”. Ghezzi fonda una squadra giovanile per permettere al figlio Franco, detto Franchino, e ai compagni della scuola media G.B. Tiepolo di piazza Graziadio Isaia Ascoli di accostarsi al rugby, vissuto non come uno sport rude e violento, ma come un'attività formativa per ragazzini, un'espressione della lealtà e dei valori che lo sport può dare; anche per questo Ghezzi introduce l’obbligo di applaudire l’avversario ad ogni meta.
Cesare Ghezzi crea così la prima squadra giovanile di rugby in Italia, che allena personalmente.
Privi di avversari in Italia, i giovanissimi rugbisti del Chicken si allenano tutta la stagione per andare in primavera al Torneo di Clermont-Ferrand, in Francia, da tempo attivo per la valorizzazione della pratica del rugby per giovanissimi.
Nel 1956 la Federazione Italiana Rugby accetta l’affiliazione del Chicken, e nel 1959 la squadra allenata da Ghezzi inizia a partecipare al Torneo “Furio Cicogna”, il campionato giovanile di allora. Sotto la guida del Ghezzi, il gruppetto di bambini della scuola media diviene una squadra temibile.
Cesare Ghezzi porta spesso i suoi ragazzi anche in tournée sportive all'estero.
Nel 1961 il Chicken è al suo punto più alto: si gioca con il Napoli il titolo di campione d’Italia giovanile; vince a Napoli ma perde in casa, al campo Giuriati; lo spareggio è a Cecina, in campo neutro, ma il Chicken, complice il caldo e delle bistecche alla fiorentina mangiate poco prima a Livorno, perde nettamente.
In questo periodo, coronato dal secondo posto nazionale, la squadra di Ghezzi fornisce 13 giocatori su 15 alla selezione giovanile lombarda e cinque giocatori alla Nazionale giovanile, tra cui Franchino Ghezzi, mediano di mischia come il padre.
Quando il gruppo dei ragazzini di piazza Ascoli compie 18 anni, il Chicken diviene anche una prima squadra, e si iscrive al campionato di Serie C, riuscendo nel 1964 ad essere promosso in Serie B e a restarci fino al 1966.
Nel 1990 il Chicken si fonde con il Rugby Rozzano, squadra di Serie C2, e si trasferisce sul campo di quest’ultima, nel Comune a sud di Milano.

## Il ricordo
Le ceneri di Cesare Ghezzi, dopo la cremazione, riposano al Riparto 301 del Cimitero di Lambrate, tumulate nella celletta 2832.
Nel 2009, centenario della nascita di Ghezzi, il Chicken ha organizzato la prima edizione di una giornata commemorativa, il Dì del Ghezz, sabato 6 giugno sul campo di Rozzano, con incontri di rugby per tutta la giornata tra giocatori ed ex giocatori di sei generazioni, fino ai più piccoli del minirugby. Ghezz, in dialetto milanese, parola da cui deriva il cognome Ghezzi, vuol altresì dire “ramarro” e, in modo figurato, “furbo” e “astuto”.
Il 12 aprile 2014 un nuovo campo da rugby presso il Parco Lambro, libero ed aperto a chiunque, è stato intitolato per decisione comunale a Cesare Ghezzi, in quanto “promotore del rugby per ragazzi”; l'inaugurazione è stata presieduta dal sindaco Giuliano Pisapia.